# Clyfford Still
Clyfford Still (30. listopadu 1904 – 23. června 1980) byl americký malíř, představitel abstraktního expresionismu.

## Život
Narodil se roku 1904 v obci Grandin v Severní Dakotě a dětství strávil ve městě Spokane ve Washingtonu a na kanadském ostrově Bow Island. Roku 1925 odjel do New Yorku, kde zahájil studium na Art Students League. To však záhy přerušil a v letech 1926 až 1927 studoval na universitě ve Spokane, kam se vrátil roku 1931 a studium dokončil v roce 1933. Později začal studovat na Washington State College, kde roku 1935 získal magisterský titul a kde následně pracoval jako učitel. Pedagogickou činnost ukončil roku 1941, kdy se přestěhoval do Kalifornie. Zde pracoval v továrnách na výrou letadel a lodí.
Roku 1943 měl v San Franciscu první samostatnou výstavu. Se svou první manželkou Lillian měl dvě dcery. Zemřel v Baltimoru roku 1980 ve věku 75 let. Během svého života nedůvěřoval kurátorům a obchodníkům s uměním. V poslední vůli stanovil, že veškerá jeho díla, kterých bylo přes dva tisíce, mohou být vystavována pouze v případě, že jim bude věnováno samostatné muzeum. Po následující léta bylo jeho dílo veřejnosti nepřístupné. V roce 2011 bylo v Denveru otevřeno muzeum specializující se výhradně na jeho tvorbu.